# フランツ・アレクサンダー

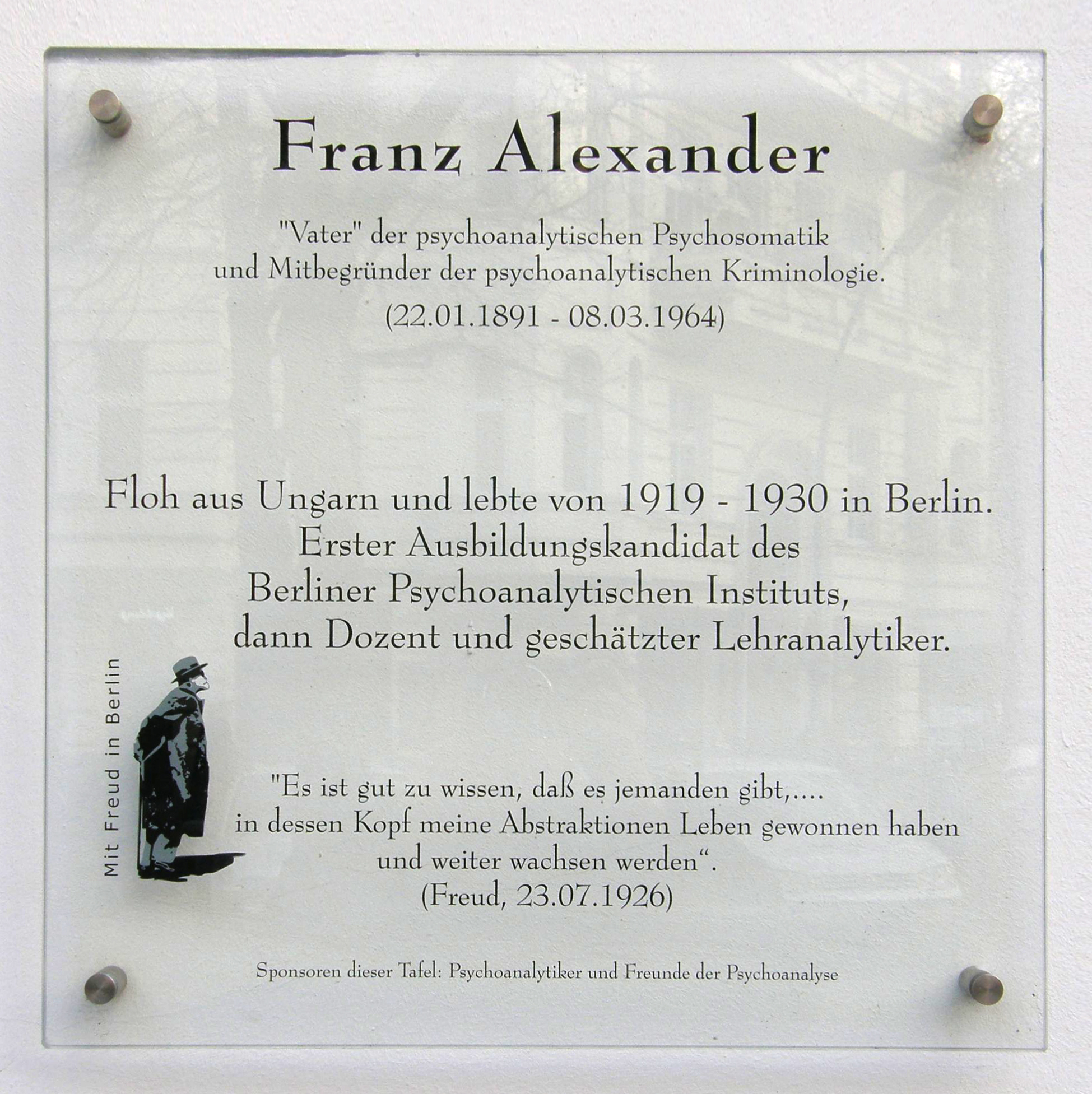
フランツ・アレクサンダー

フランツ・アレキサンダー（Franz Alexander, 1891年1月22日 - 1964年3月8日）は、ハンガリー出身の精神分析家。ハンガリー名はアレクサンデル・フェレンツ（Alexander Ferenc）。ブダペスト生まれ。
修正感情体験という概念を提唱した。
アメリカ合衆国に渡り、精神分析研究所を創設した。シカゴ大学教授を勤める。